# Baby Boss
Baby Boss (The Boss Baby) è un film d'animazione del 2017 diretto da Tom McGrath, tratto dall'omonimo romanzo del 2010 di Marla Frazee.

## Trama
La vita di Tim, un ragazzino di 7 anni, è perfetta più che mai, grazie alla sua fantasia e alla totale attenzione dei suoi genitori che giocano sempre insieme a lui, ma tutto cambia quando un giorno da un taxi arriva il nuovo fratellino di Tim, che gli ruba progressivamente tutte le attenzioni dei genitori. Tim però si accorge che il fratellino si comporta in modo strano, a cominciare dal vestire da adulto, passando dal saper già parlare e ragionare come un adulto; alla fine, scopre che è un boss di un'agenzia che si occupa di smistare i bambini con una missione da compiere. Dopo che Tim è stato messo in punizione perché i genitori pensano che voglia fare del male al neonato, il boss raggiunge il bambino e i due concordano di far finta di andare d'accordo, in modo che Tim possa venir liberato e possa quindi aiutare il piccolo a svolgere la sua missione.
Il boss proviene da una macchina universale dell'azienda Baby Corp, il luogo dove tutti i bambini vengono controllati e in base ad un test di solletico viene deciso se spedirli ad una famiglia o in "direzione": nello specifico i bambini che si occupano della direzione non crescono mai fisicamente, pur avendo una mente adulta, perché ricevono un latte particolare. Il boss spiega che da tempo gli animali domestici, e soprattutto i cani, stanno sostituendo i neonati e il suo compito è scoprire il nuovo prodotto dell'azienda "Puppy Co.", un'azienda che alleva animali, dove lavorano anche i genitori di Tim, e il "boss" deve scoprire quale cucciolo sarà lanciato dalla Puppy Co. a rischio di vincere la concorrenza sulla Baby Corp. In caso di riuscita il bambino potrà lasciare la famiglia di Tim e prendere un posto d'onore nella sua azienda, ottenendo una promozione; se invece fallisce, il boss sarebbe licenziato e privato del latte della Baby Corp, per cui diventerebbe un bambino normale e rimarrebbe a casa di Tim, con disappunto del fratello.
I due chiedono ai genitori di andare con loro alla sede della Puppy Co e si infiltrano nella zona segreta, trovando il fascicolo del nuovo prodotto, ma cadono in un'imboscata e vengono catturati dal direttore dell'azienda, Francis, che si presenta come il mentore del piccolo boss: Francis era un neonato della direzione, al vertice dell'agenzia, ma un giorno scoprì di essere intollerante al lattosio e quindi la superformula cessò di funzionare su lui, portandolo a crescere; venne quindi licenziato, reso un neonato normale e spedito ad una famiglia. Ora vuole vendicarsi dell'azienda mettendo sul mercato il "semprecucciolo", un cane che lui ha ottenuto trattando dei cani con la superformula, per cui rimane cucciolo a vita e sostituirà i neonati per sempre.
Per mantenere il segreto, il direttore dell'agenzia manda il suo fratello adottivo e scagnozzo Eugene a far loro da babysitter, mentre i genitori di Tim si recano con Francis a Las Vegas per l'annuncio del nuovo prodotto. Privato da Francis del latte della Baby Corp, il boss comincia a comportarsi da neonato normale e a diventare un impaccio per Tim a livello di comunicazione, nonostante questo i due bambini riescono a sbarazzarsi dell'uomo e raggiungono l'aeroporto, ma l'aereo decolla prima che lo raggiungano. Tim incolpa il boss di aver perso tempo e quest'ultimo accusa Tim di non capire nulla del lavoro, al che i due si separano. Però più tardi il boss ritorna e i due raggiungono Las Vegas, spacciandosi per un adulto, per completare la missione. Il direttore annuncia il suo nuovo prodotto e la folla ne va subito pazza, ma Tim e il boss si liberano del "babysitter" e fermano il direttore, che si prepara a far lanciare il missile del suo prodotto con dentro tutti i cuccioli resi eterni dal latte speciale. Dopo uno scontro con i due bambini, Francis cade nella pozione e ridiventa neonato, ed Eugene lo porta via con la promessa di crescerlo meglio.
Sempre privato della sua formula (che deve assumere alcune volte durante il giorno per preservare la sua forma) il boss sta però per rimanere intrappolato nel razzo, ma Tim riesce a salvarlo. Completata la missione, i due si separano di nuovo ognuno per la propria strada; i bambini della Baby Corp rimuovono dai coniugi Templeton tutti i ricordi che riguardano il secondo figlio, Tim riavrà le attenzioni dei genitori e il boss avrà il posto d'onore. Un giorno però il boss, che sente la mancanza del ragazzino, riceve una lettera da Tim che gli dice che gli vuole bene; il neonato decide così di autospedirsi nel tubo della famiglia, licenziandosi e tornando così da Tim.
I due crescono felici e anni dopo Tim racconta la sua storia alla propria figlia, che è in attesa della sua sorellina, e lei nota nella sala dei bambini che anche la nuova bambina è una boss dell'agenzia.

## Personaggi
- Theodore "Ted" Linsey Templeton/Baby Boss: il protagonista del film, è il boss della "Baby Corp.", che nonostante la sua età ragiona e si comporta da adulto. Arriva a casa di Tim con la missione di scoprire quale sia il nuovo cucciolo della "Puppy Co.", Non ha mai avuto una famiglia, e snobba molto l'idea di condividere con Tim l'affetto di Ted e Janice Templeton. Infine decide di restare con Tim pur ottenendo una corposa promozione. È ispirato al personaggio di Stewie Griffin.
- Timothy "Tim" Leslie Templeton: il secondo protagonista del film, è un bambino con una fervida immaginazione che si ingelosisce di Baby Boss e sospetta di lui, peraltro capendo, a differenza dei genitori, che Ted non è un bambino normale. Dopo le prime acredini, accetta di aiutare Ted, pur di riavere la casa e la famiglia tutte per sé. Infine impareranno a volersi bene e decideranno di restare insieme.
- Ted Templeton e Janice Templeton: i genitori di Tim e di Baby Boss, che lavorano entrambi alla "Puppy Co." e vengono tenuti in ostaggio dallo spietato Francis. Non si rendono conto per tutto il film della "stranezza" del secondo figlio.
- Maghetto: pupazzetto-sveglia di Tim a forma di mago.
- Jimbo: bambino grasso ed entusiasta parte del team di Baby Boss.
- Gemellini: tre gemelli parte del team di Baby Boss, che tendono a dire la stessa cosa insieme.
- Staci: bambina parte del team di Baby Boss.
- Francis Francis: il principale antagonista del film. È un uomo d'affari corrotto, egoista, carismatico, vendicativo e senza scrupoli, capo della "Puppy Co." dove lavorano i genitori di Tim e di Baby Boss. Era un manager della "Baby Corp", ma la superformula cessò di avere effetto su di lui e venne licenziato. Si vuole vendicare lanciando il "semprecucciolo", un tipo di cane capace di restare sempre cucciolo destinato a sostituire i bambini nel cuore della gente. Alla fine viene fermato da Baby Boss e Tim e cade in una vasca della formula, ridiventando un neonato.
- Eugene Francis: antagonista secondario e poi antieroe del film, è il grosso e taciturno fratello di Francis E. Francis che tenta di fermare i piani di Baby Boss e di Tim per conto del fratello, ma infine porta via il fratello sconfitto promettendo di allevarlo meglio.

## Citazioni e riferimenti
Nel film sono presenti numerose citazioni alla trilogia cinematografica de Il Signore degli Anelli. Il mago della sveglia, infatti, riprende due frasi di Gandalf: la prima quando esclama «Non possono passare!» (detta dallo stregone quando abbatte il ponte di Khazad-dûm contro il Balrog), mentre la seconda quando, rinchiuso in cella assieme a Tim esclama «Volate, sciocchi!» (in originale: «Fly, you fool!», resa in italiano ne La Compagnia dell'Anello con «Fuggite, sciocchi!»), urlata dall'Istar al resto della Compagnia quando precipita assieme al Flagello di Durin. Infine, quando Francis cattura i due fratelli e si impossessa della formula della giovinezza della Baby Corp dice «È mia! È mia! È tutta mia!», frase ripetuta da Gollum e Bilbo Baggins in riferimento all'Anello del Potere.
In una scena Baby Boss impugna un giocattolo raffigurante il robot Voltron (nella sua versione originale), riferimento chiaro al famoso mecha degli anni '80 recentemente riadattato dalla stessa Dreamworks con il nome di "Voltron Legendary Defenders”.
All'inizio del film i genitori di Tim cantano al figlio la sua canzone preferita, Blackbird dei Beatles. Più tardi Tim, sentendo cantare la canzone dal Baby Boss dice che i suoi genitori l'hanno scritta per lui, e il bambino risponde: "Perché? I tuoi genitori sono per caso Lennon e McCartney?", facendo riferimento proprio a John Lennon e Paul McCartney, la coppia alla quale è accreditata la maggior parte delle canzoni dei Beatles, tra cui anche Blackbird appunto. La canzone si sentirà più volte nel corso del film.
La scena in cui a Las Vegas Ted e Tim cercano di impossessarsi del fascicolo contenente i segreti del nuovo cucciolo Puppy Co. è un riferimento a I Predatori dell'Arca Perduta: Baby Boss soppesa il fascicolo da sostituire mentre Tim resta in attesa come il personaggio interpretato da Alfred Molina. Quando pensano di essere riusciti nell'impresa, la trappola scatta facendo rotolare un'enorme biglia.
Un altro omaggio viene fatto al drink Long Island Iced Tea quando dopo essersi fatti dare il passaggio da delle ragazze, Tim getta via il drink dicendo che non ama il "tè freddo". L'antagonista secondario Eugene Francis, inoltre, per fermare i bambini durante il piano di suo fratello, si spaccia per una tata "praticamente perfetta sotto ogni aspetto" omaggiando il personaggio di Mary Poppins. È presente anche una scena in cui scende dal cielo con un ombrello.

## Distribuzione
Il film è stato distribuito nelle sale cinematografiche statunitensi il 31 marzo 2017, mentre in Italia è uscito nelle sale il 20 aprile dello stesso anno.

## Accoglienza

### Incassi
Il film ha incassato 528 milioni di dollari nel mondo, di cui 175 milioni nel Nord America e quasi 352,9 milioni nel resto del mondo.

### Critica
Il film ha ricevuto pareri misti da parte della critica. Sul sito web aggregatore di recensioni Rotten Tomatoes, il film ha una percentuale di gradimento del 52%, con una valutazione media di 5,5/10 basato su 170 recensioni. Il consenso critico implica: “Il cast di talento di Baby Boss, i suoi barlumi di arguzia e i suoi sprazzi di inventiva visiva non sono in grado di compensare una premessa sottile e una volontà deludente di accontentarsi di battute da sballo.” Su Metacritic, il film ha un punteggio medio ponderato di 50 su 100, basato su 32 recensioni, che indica come “recensioni miste o medie”.

## Riconoscimenti
- 2018 - Premio Oscar
  - Candidatura all'Oscar al miglior film d'animazione
- 2018 - Golden Globe
  - Candidatura alla Miglior film d'animazione

## Sequel
Nel maggio 2017 la Universal Pictures e la Dreamworks annunciano la realizzazione di un sequel, il quale è stato distribuito a partire dal 26 marzo 2021; in più  Alec Baldwin ha ripreso il suo ruolo.

## Serie animata
Nel 2018, DreamWorks Animation ha lanciato su Netflix, una serie televisiva animata che si considera una sorta di sequel del 1  film che è  titolata Baby Boss - Di nuovo in affari, cioè il seguito del film originale.